# Batalla de Turnhout (1789)
La batalla de Turnhout de 1789 fue una revuelta de los Países Bajos meridionales contra el gobierno austriaco.  El 27 de octubre de 1789, el ejército rebelde atrajo y emboscó a los austriacos en la ciudad de Turnhout, donde éstos fueron derrotados.
- Datos: Q898338
- Multimedia: Battle of Turnhout (1789) / Q898338